# La Seine (sculpture)
Pour les articles homonymes, voir Seine (homonymie).
La Seine est un groupe en marbre réalisé par Antoine Coysevox entre 1703 et 1706.
Commandé en 1698 par Jules Hardouin-Mansart, La Seine fait partie d'un ensemble destiné à la Rivière du parc Marly et composé de La Marne, de Neptune et Amphitrite.
Elle est conservée au musée du Louvre, en France.

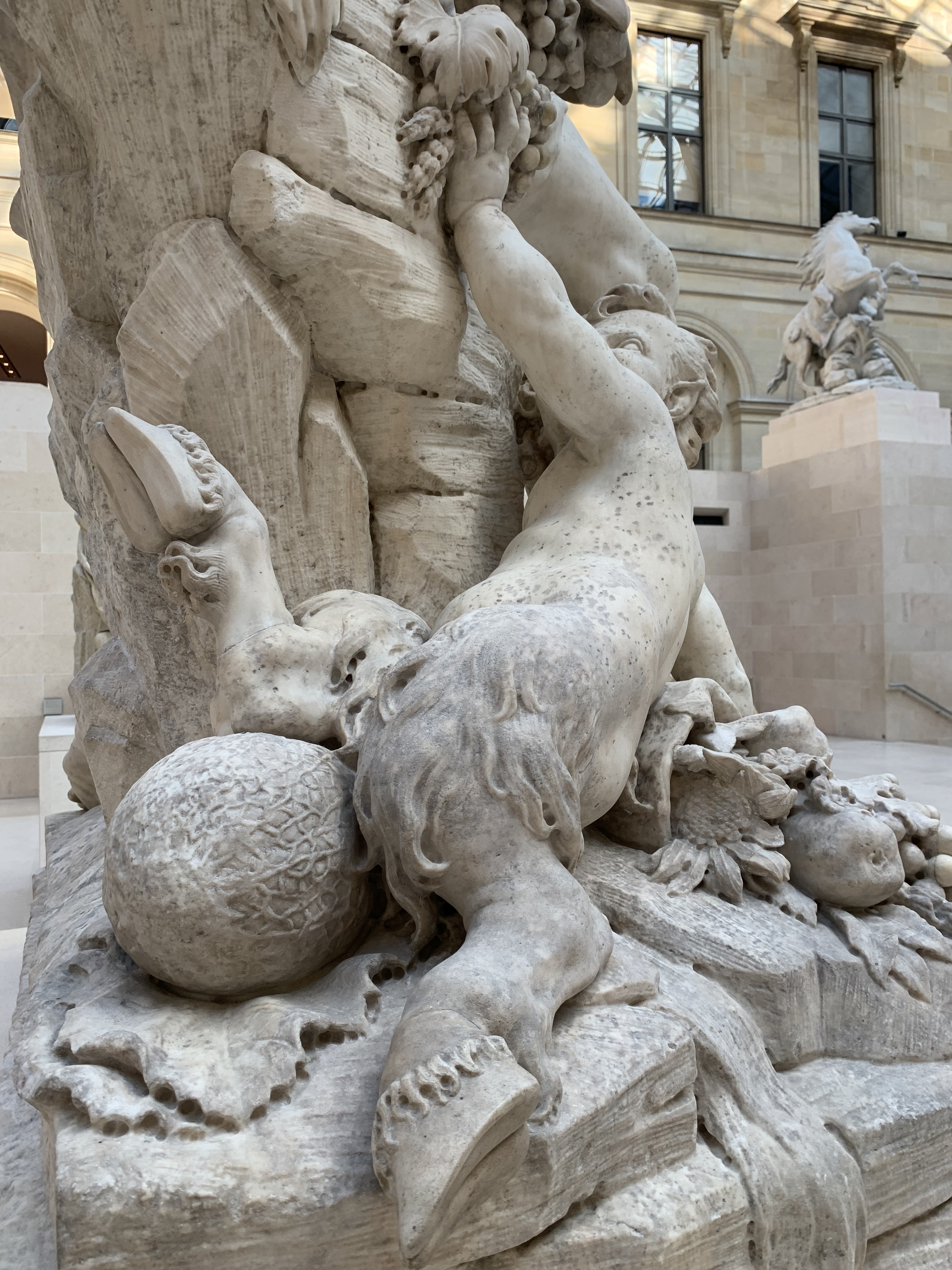
La Seine (côté)